# Club Social y Deportivo Madryn
O Club Social y Deportivo Madryn, também conhecido como Deportivo Madryn, é um clube esportivo argentino da cidade de Puerto Madryn, na província de Chubut. Foi fundado em 7 de maio de 1924, suas cores são o amarelo e o preto.
Entre as muitas atividades esportivas praticadas no clube, a principal é o futebol, onde atualmente sua equipe masculina participa do Torneo Federal A, a terceira divisão do futebol argentino para as equipes indiretamente afiliadas à Associação do Futebol Argentino (AFA), sendo representante da Liga de Fútbol Valle del Chubut ante o Conselho Federal do Futebol Argentino (CFFA).[carece de fontes?]
Seu estádio de futebol é o Abel Sastre, também localizado em Puerto Madryn, que conta com capacidade aproximada para 8.000 torcedores. O estádio foi inaugurado em 19 de novembro de 2006 e leva o nome de Abel Sastre, em honra a um ex-presidente da instituição. Além disso, é conhecido popularmente por seu antigo nome: Coliseo del Golfo, em referência ao Golfo Nuevo, onde encontra-se a cidade de Puerto Madryn.
Como antecessor do clube de Madryn, no começo de 1916 um grupo de jovens composto por Valentín Simpson, Pablo Caminoa e Isaac Helmann, entre outros, fundaram o Madryn Football Club, que trazia em suas camisas as cores amarela e preta. O nome do clube era uma clara referência ao povo da cidade e estava em inglês por conta das raízes inglesas dos donos da ferrovia Ferrocarril Central del Chubut, pilar econômico fundamental do lugar. Em 7 de maio de 1924, como uma forma de reorganização do clube, os sócios do Madryn realizaram uma assembleia na qual decidiram reformular o clube e começar tudo de novo, surgia assim o Club Social y Deportivo Madryn, com Rafael Cosentino saindo como seu primeiro presidente do clube chubutense.